# Muscle nasal
Le muscle nasal est un muscle facial cutané du nez semblable à un sphincter.
Il recouvre les cartilages nasaux.
Il est composé de deux parties :
- une partie transverse
- une partie alaire.

## Description

### Partie transverse

#### Description
Cette partie est aussi nommée  muscle triangulaire du nez ou muscle compresseur de la narine ou muscle transverse du nez ou muscle transversal du nez.
C'est un muscle peaucier petit, aplati, mince et triangulaire situé sur le côté du nez.

##### Origine
Elle naît du maxillaire, au-dessus et latéralement de la fosse incisive.

##### Trajet
Ses fibres progressent vers le haut et vers le plan médian, se développant en une fine aponévrose qui se continue sur l'arête du nez.

##### Terminaison
Elle se termine sur l'aponévrose du muscle opposé et celle du muscle procerus.

#### Innervation
Elle est innervée par un rameau de la branche temporo-faciale du nerf facial.

#### Action
Elle comprime les narines et, pour certaines personnes, peut les fermer complètement.

### Partie alaire

#### Description
Cette partie est aussi nommée muscle dilatateur de la narine ou muscle dilatateur propre de Santorini ou muscle pinnal transverse de Cruveilhier.
C'est un muscle peaucier petit, aplati, très court, mince et triangulaire situé sur l'aile du nez.

##### Origine
Elle naît du maxillaire, au-dessus de l'incisive latérale.

##### Terminaison
Elle se termine sur le grand cartilage alaire.
Ses fibres médiales ont tendance à fusionner avec le muscle abaisseur du septum nasal, et certains auteurs la considèrent comme faisant partie de ce muscle.

#### Innervation
Elle est innervée par un rameau de la branche temporo-faciale du nerf facial.

#### Action
Elle dilate les narines.

## Intérêt clinique

### Fente labiale et fente palatine
Le muscle nasal est l'un des muscles clés qui n'est pas formé ou inséré correctement avec une fente labio-palatine. La tête de la partie transversale doit être identifiée lors de la chirurgie reconstructive afin qu'elle puisse être suturée chirurgicalement la cloison nasale,. L'origine maxillaire peut également être repositionnée pour une meilleure symétrie .

### Test du nerf facial
En raison de sa surface, le muscle nasal peut être utilisé pour tester le nerf facial,. Plus précisément, il peut être utilisé pour tester les branches zygomatiques .

## Galerie

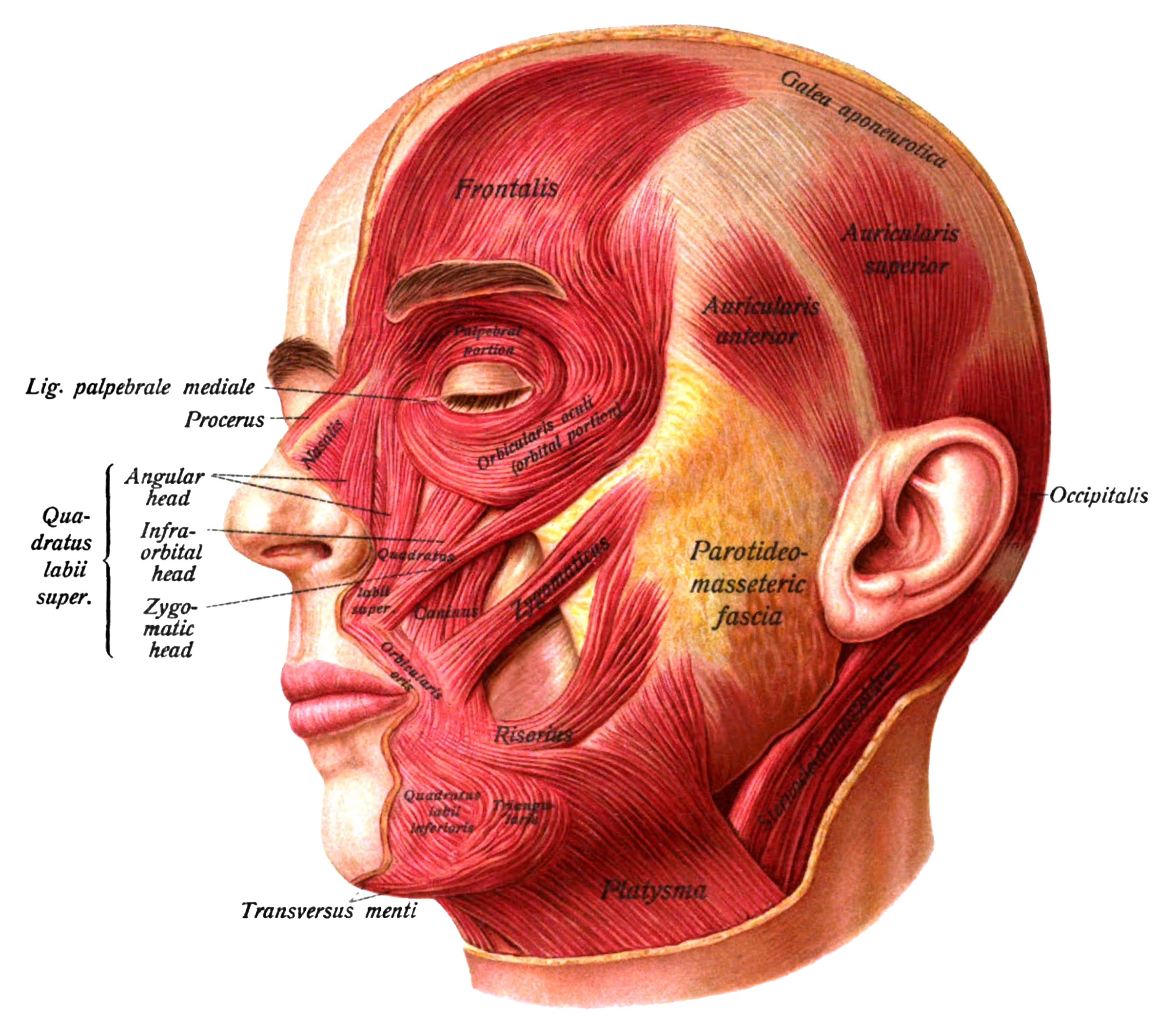
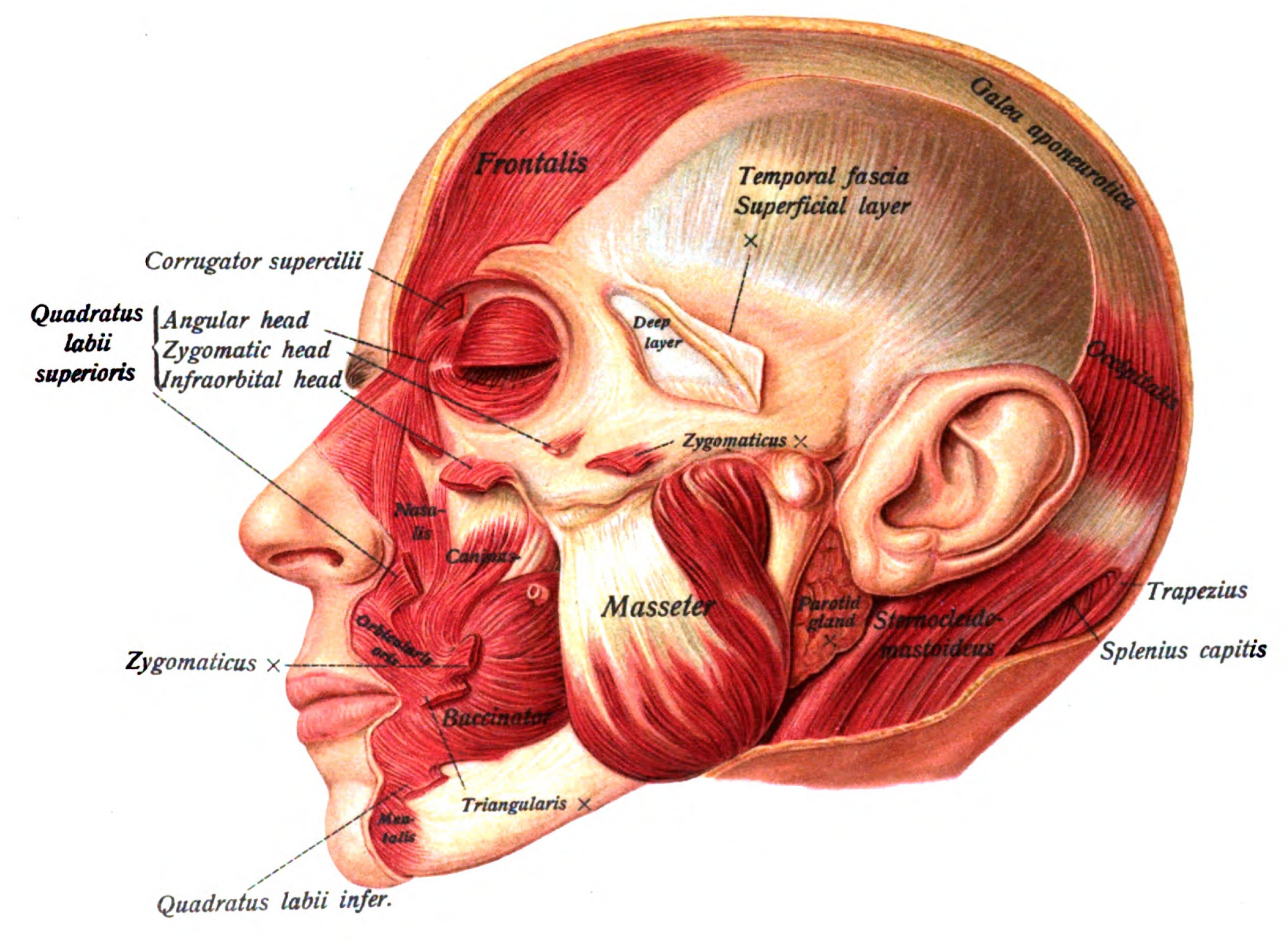
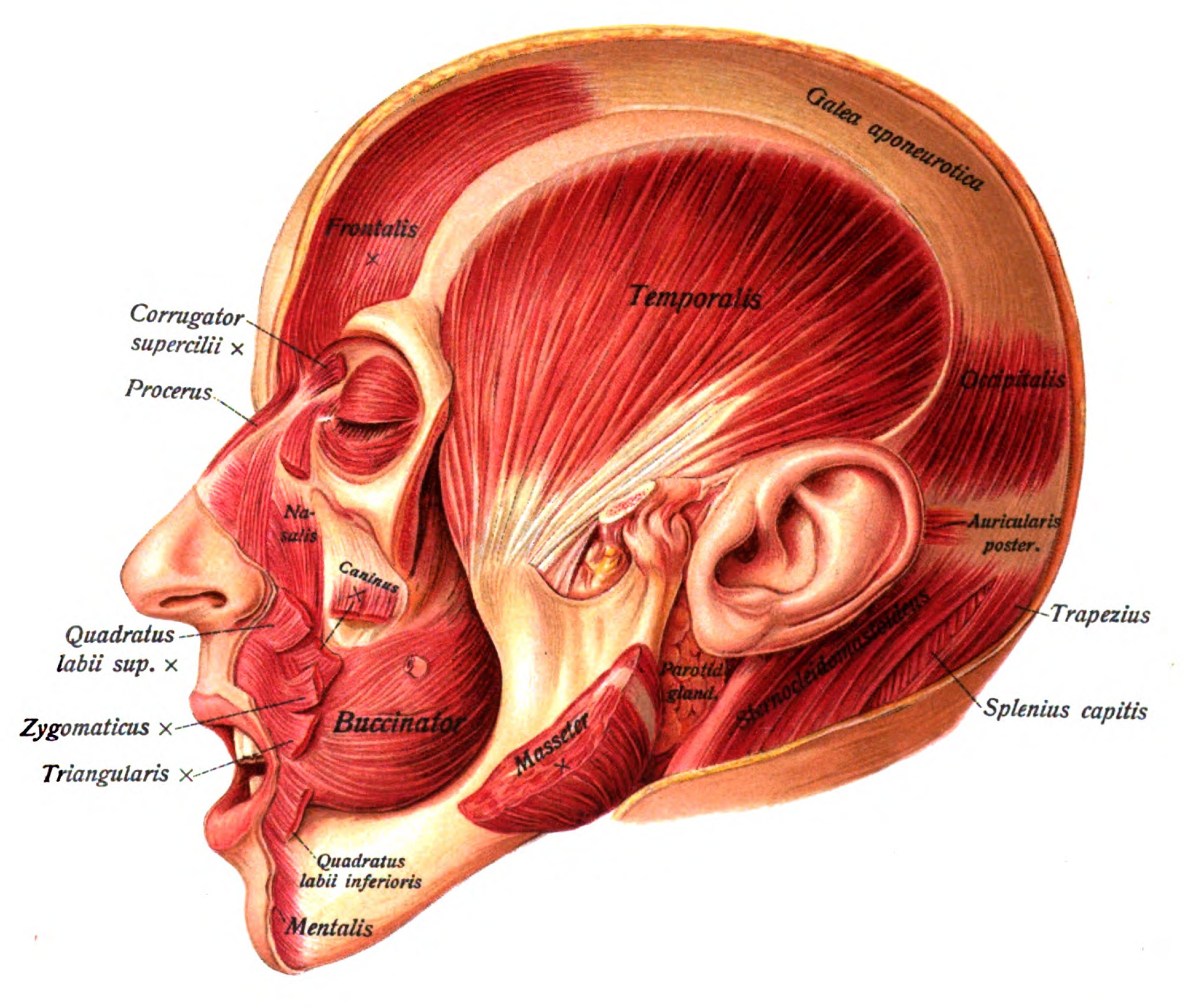
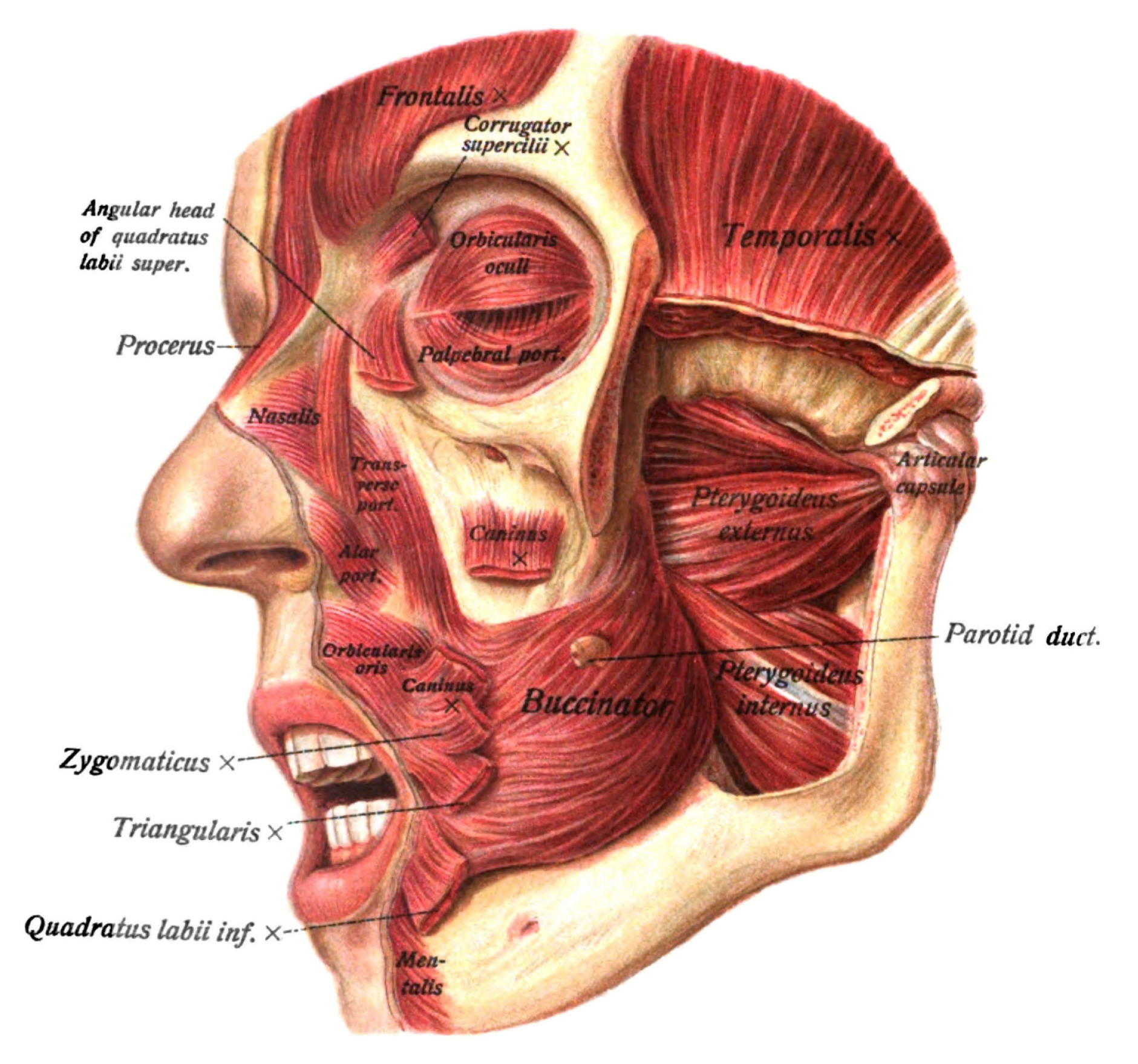
Le muscle nasal.
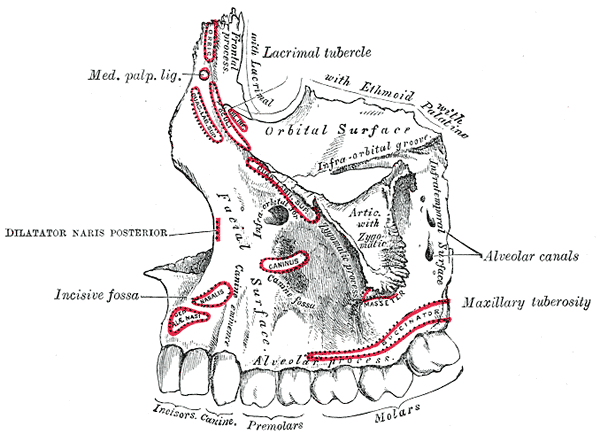
Face externe du maxillaire.